# Jukki Hanada
Jukki Hanada (花田 十輝?, Hanada Jukki; 1969) è uno sceneggiatore giapponese di anime.

## Anime

### Composizione della serie
- Hanaukyo Maid Team La Verite
- Hitoribocchi no marumaruseikatsu
- Idolmaster: XENOGLOSSIA
- Kasimasi ~Girl Meets Girl~
- Love Live! School Idol Project
- Love Live! Sunshine!!
- Love Live! Superstar!!
- Mahoromatic: Something More Beautiful
- Petite Princess Yucie
- Popotan
- Rozen Maiden
- Rozen Maiden Träumend
- Rozen Maiden Ouvertüre
- Sola
- Sound! Euphonium
- Special A
- Steins;Gate
- Steins;Gate 0

### Sceneggiatura
- Oh, mia dea!
- Chobits
- Code-E
- D.C.S.S.: Da Capo Second Season
- Diamond Daydreams
- Fate/stay night
- Alice Academy
- Happy 7 ~The TV Manga~
- Kannazuki no miko
- K-On!
- Abenobashi - Il quartiere commerciale di magia
- Sasami - Mahō shōjo club 2
- Strawberry Marshmallow